# Emil Duft
Emil Duft (* 25. Oktober 1895 in Flawil; † 9. Dezember 1978 in Zürich; heimatberechtigt in Zürich und Kaltbrunn) war ein Schweizer Politiker (CSP).

## Leben
Er absolvierte eine Banklehre. Nach dem Handelsdiplom an der Hochschule St. Gallen studierte er und erlangte 1933 den Titel Dr. oec. publ. an der Universität Zürich. Er war 1929 Mitbegründer der Bank für Industrieunternehmungen, welche später zur Handelsbank in Zürich und unter seiner Leitung zur grössten Privatbank auf dem Platz Zürich wurde.
Von 1943 bis 1964 war Duft Präsident der Christlich-sozialen Partei des Kantons Zürich und sass für diese von 1947 bis 1967 im Nationalrat, welchen er 1961 präsidierte. Neben dem Präsidium der ersten parlamentarischen Delegation im Europarat (1960–1967) sass er in verschiedenen Kommissionen, unter anderem in der Finanz- und der aussenpolitischen Kommission. Während seiner Zeit als Präsident der Zürcher CSP-Partei verdoppelte sich die Zahl der CSP-Mandate im Kantonsrat, die Zahl der Nationalräte stieg von zwei auf fünf, und die Partei nahm erstmals Einsitz im Erziehungs- und im Regierungsrat.
Duft war von 1963 bis 1967 Mitglied der römisch-katholischen Zentralkommission des Kantons Zürich und präsidierte von 1967 bis 1975 die Paulus-Akademie Zürich. 
Duft war der Bruder von Johannes Duft.